# Francisco Salazar (avenida)
Francisco Salazar es una avenida de la ciudad de Temuco, Chile. Posee 1,4 km de extensión. Su nombre rinde homenaje al académico Francisco Salazar C., quien fue el primer director del centro regional de la sede Temuco de la Universidad de Chile, la cual, en 1981, se convirtió en la Universidad de La Frontera.

## Historia
Los terrenos donde se ubica actualmente la avenida, desde la fundación de la ciudad de Temuco hasta mitad del siglo XX, correspondían a parcelas e hijuelas de colonos europeos. No fue hasta la aparición de las sedes de las universidades Técnica del Estado y de Chile, que estos terrenos fueron ocupados por el Estado en consideración de la construcción de los centros de estudio. A inicios de 1970, la arteria vial aparece en los planos de la ciudad por primera vez, desprendíendose de la avenida Caupolicán, luego de su paso por el ramal ferroviario Temuco-Carahue.

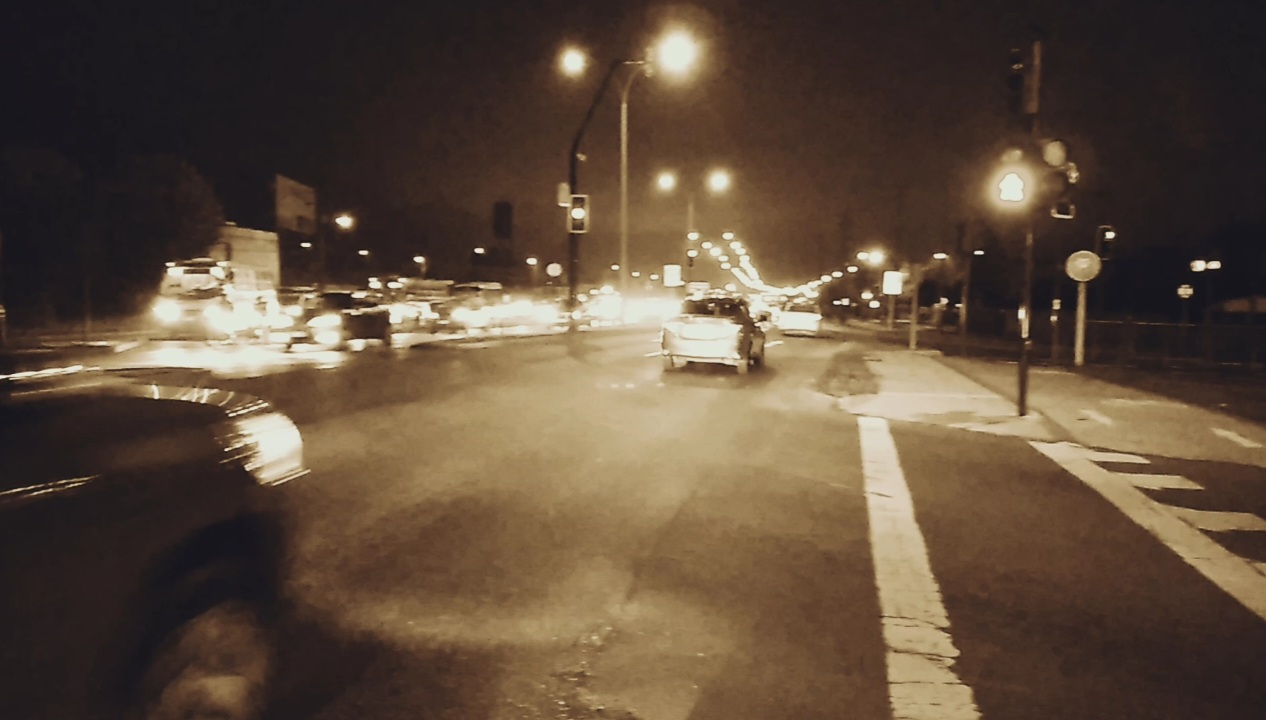
Intersección de las avenidas Manuel Recabarren y Francisco Salazar.

## Características y entorno
Es una vía de doble calzada con separador central. Se extiende de noreste a suroeste, iniciándose en la avenida Caupolicán y finalizando en Manuel Recabarren. 
En su recorrido, cruza las calles Montevideo y Guyana. En la esquina de esta última vía, se emplaza la Cuarta Compañía de Bomberos de Temuco.
A la altura del 01145, se encuentra el campus Andrés Bello de la Universidad de La Frontera.
El acceso al Santuario de Schönstatt Ayinrehue también se encuentra en la avenida; sin embargo, según los planos de la Municipalidad de Temuco, su predio corresponde a la numeración 01080 de la calle Los Castaños.
En sus diversas intersecciones, se sitúan diferentes locales comerciales y servicios gastronómicos que responden a la demanda de encontrarse en el corazón del antiguo sector Universidad, cuyos terrenos, actualmente, fueron repartidos en los macrosectores Amanecer y Poniente. Además, posee una estación de servicio Petrobras en la esquina de la avenida Las Encinas. Al finalizar, en Manuel Recabarren, existe una sucursal de la cadena de supermercados Mayorista 10.

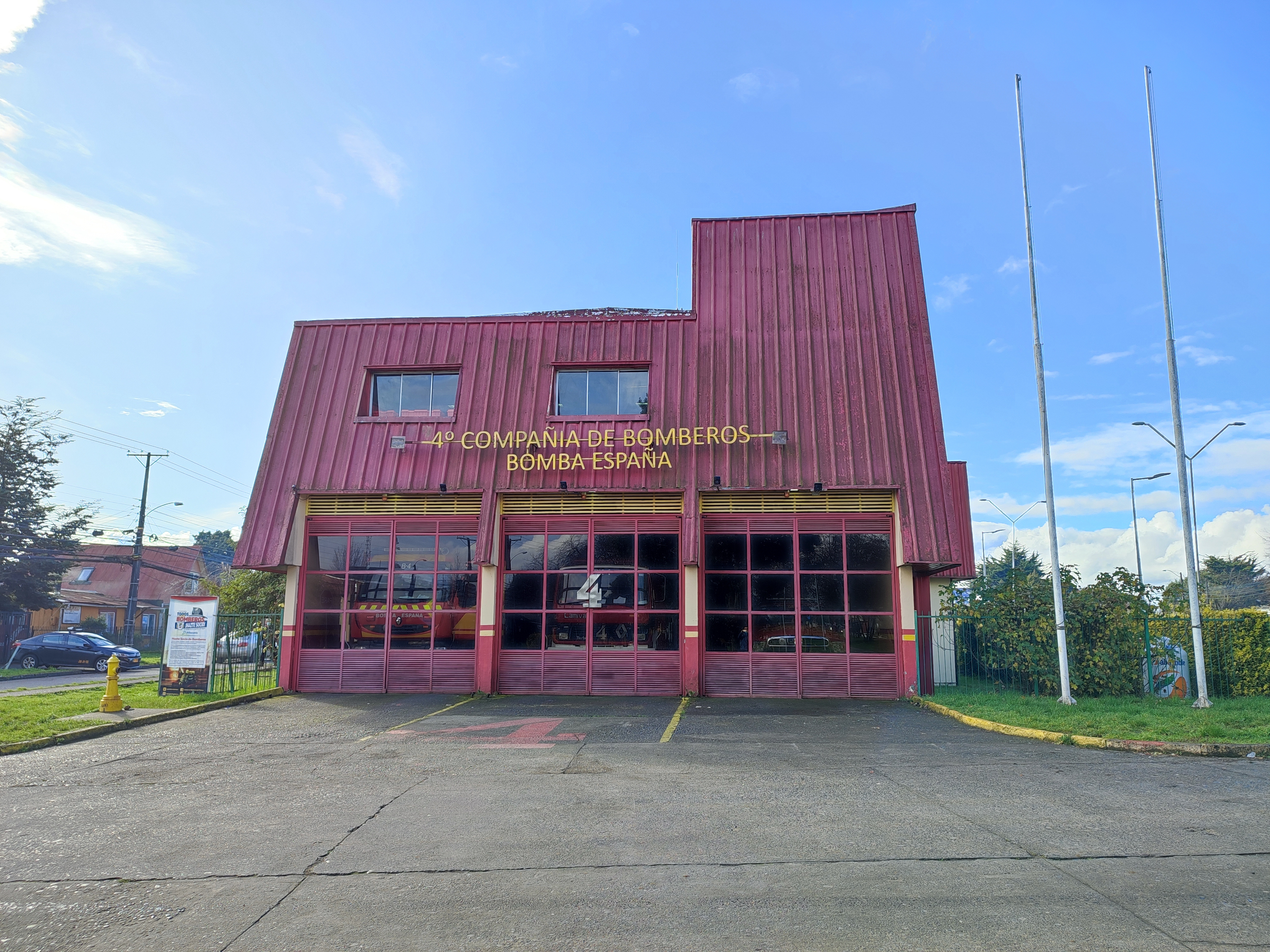
Cuarta Compañía de Bomberos de Temuco.

Posee una ciclovía emplazada junto a la acera noroccidental de la avenida, la cual la acompaña en todo su trayecto.

## Transporte

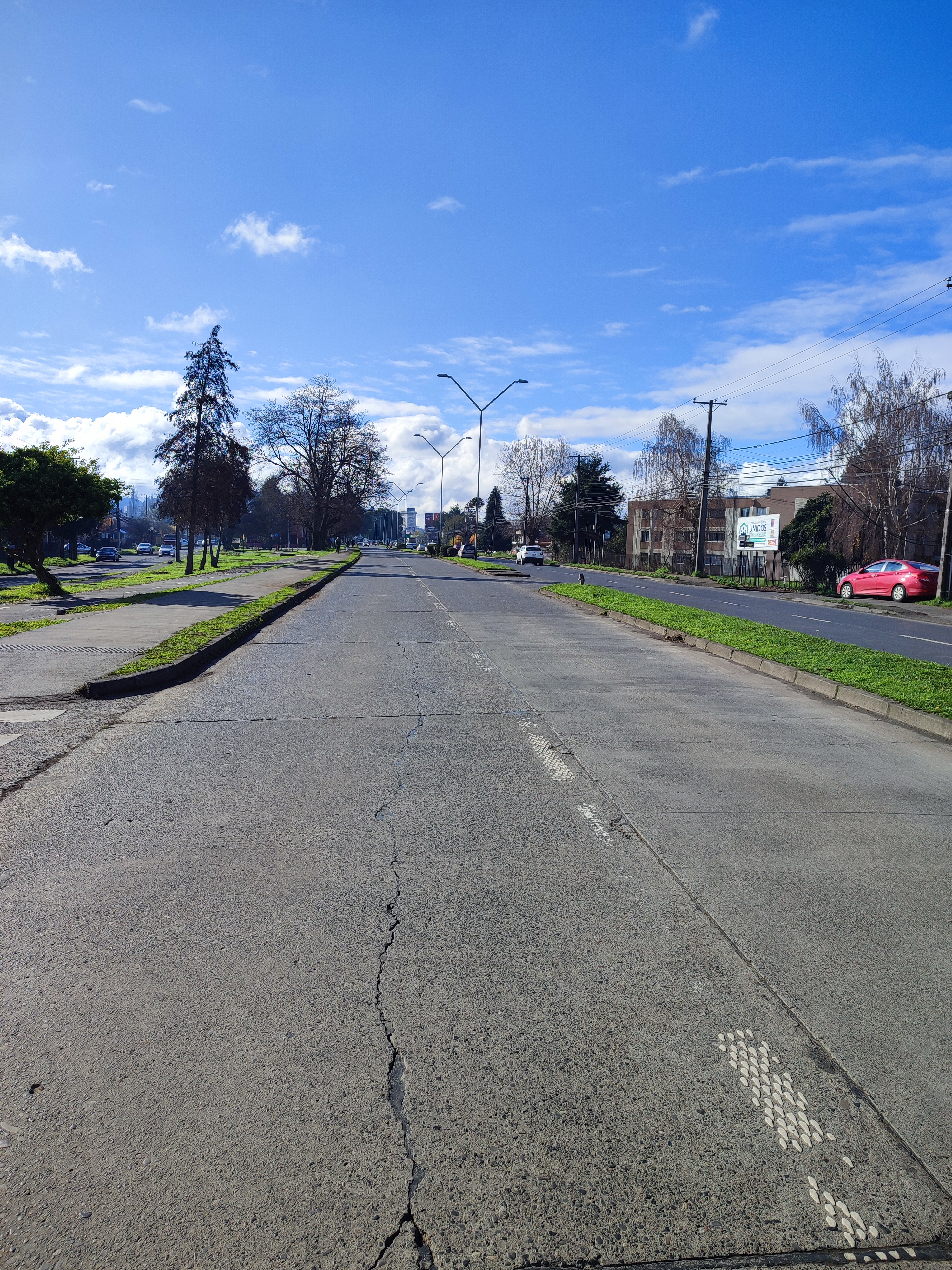
La avenida a la altura del barrio Pumalal, vista hacia el noreste.

### Autobuses urbanos
Las líneas de autobuses metropolitanos que circulan por la avenida Francisco Salazar, 
- 1A: Cajón-Santa Elena de Maipo.
- 2A: Santa Elena de Maipo-Parque Costanera II.
- 2B: Parque Costanera II-Labranza.
- 4B: Villa Santa Luisa-Alcántara.
- 5A: Labranza-Villa Los Ríos.
- 5B: Labranza-Villa Los Ríos.
- 5C: Labranza-San Antonio.
- 6B: Villa Los Ríos-Vista Verde.
- 8B: Pulmahue-Vista Verde.
- 10A: Villa Diputado Becker-Campus San Juan Pablo II (descontinuada).
- 10B: Villa Diputado Becker-Pulmahue.

### Taxis colectivos
Las líneas de taxis colectivos que transitan por esta arteria, son:
- 14: Florencia-Villa del Río.
- 15: Altos de Maipo-Parque Pilmaiquén.
- 19: Nueva Galicia-Estación.
- 24: Maipo-Langdon.
- 25: Altos de Maipo-Terminal de buses rurales.

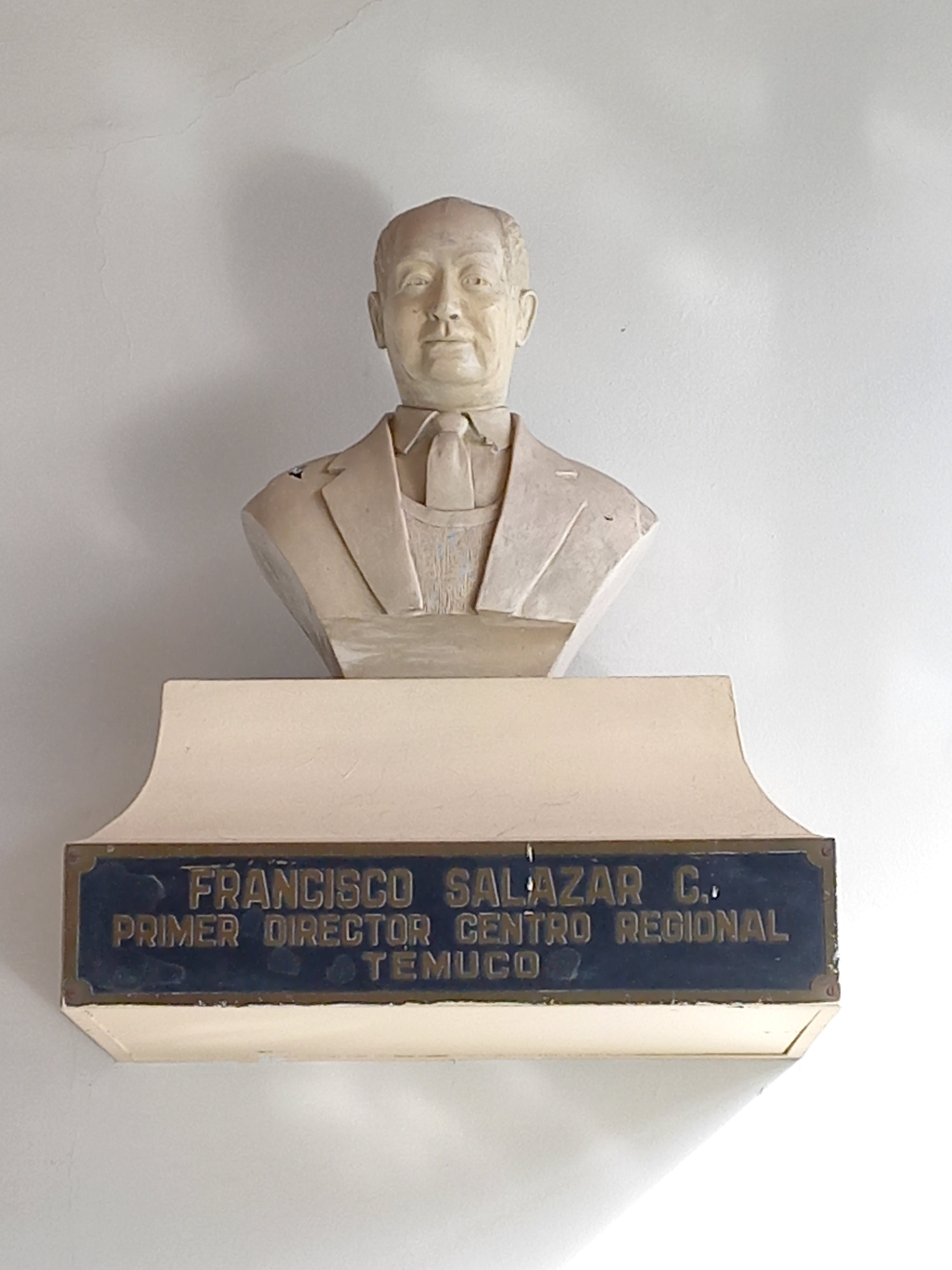
Busto de Francisco Salazar en el interior de la Universidad de La Frontera.